# Palden Gjaco
Palden Gjaco (tyb. དཔལ་ལྡན་རྒྱ་མཚོ, wylie: dpal ldan rgya mtsho; ur. 1933 w Panam, zm. 30 listopada 2018 w Dharamsali w Indiach) – tybetański mnich buddyjski, więzień polityczny.

## Życiorys
Urodził się w wiosce Panam jako syn poborcy podatkowego. W 1943 wstąpił, jako nowicjusz, do klasztoru Gadong. Po sześciu latach przeniósł się do Drepungu. Podczas powstania z 1959 był dowódcą niewielkiego oddziału, który nie brał jednak udziału w walkach. Po stłumieniu tego zrywu przez ChALW został aresztowany. Spędził 33 lata w różnych więzieniach i obozach pracy. W 1992 wyszedł na wolność. We wrześniu tego samego roku uciekł do Indii, przemycając przez granicę narzędzia tortur wykorzystywane przez chińskich funkcjonariuszy. Pokazał je zeznając (w 1995) przed Komisją Praw Człowieka ONZ w Genewie. W 1993 udzielił serii wywiadów Francesce von Holton. Opublikował książkę Fire Under The Snow (1997).